# Margot Pfannstiel
Margot Pfannstiel (* 18. Juni 1926 in Altenburg; † 10. Oktober 1993 in Berlin) war eine deutsche Journalistin und Autorin. Sie war Chefredakteurin der Frauenzeitschrift Sibylle sowie Chefreporterin der auflagenstärksten DDR-Wochenzeitung Wochenpost.

## Leben
Pfannstiel, Tochter eines Ingenieurs, besuchte die Volksschule in Berlin. Sie absolvierte eine kaufmännische Lehre und war von 1943 bis 1945 als Stenotypistin tätig.
Nach Ende des Zweiten Weltkrieges war sie von 1945 bis 1948 als Mitarbeiterin in der Gemeindeverwaltung Miersdorf beschäftigt. 1947 trat sie der SED bei. Von 1948 bis 1953 war sie Volontärin, Redakteurin und Reporterin beim SED-Zentralorgan, Neues Deutschland. Im Sommer 1953 wurde sie dort wegen „Zugehörigkeit zur parteifeindlichen Gruppierung Zaisser-Herrnstadt“ entfernt. 
1953 gehörte sie zu den Mitbegründern der Wochenpost und war bis 1958 deren Chefreporterin. 1951 schrieb sie eine Reportage vom Aufbau des Eisenhüttenkombinats Ost, für die Jochen Moll die Fotografien schuf. Von 1958 bis 1968 war sie Chefredakteurin der Frauenzeitschrift Sibylle, von 1968 bis 1986 erneut Chefreporterin der Wochenpost. 
1986 ging sie in Rente, war jedoch weiterhin als freischaffende Journalistin tätig. 1986 wurde sie mit dem Vaterländischen Verdienstorden in Gold ausgezeichnet.

## Werke
- Die Jungmanns und „Julia“. Aus dem Leben dreier Bergarbeiter-Generationen. Berlin: Dietz 1957.
- (Hrsg.): Sibylles Modelexikon. ABC der Mode. Leipzig, Berlin: Verlag für die Frau 1968.
- Łódź, mehr denn je „gelobtes Land“. Auf literarischen Spuren in einer ungewöhnlichen Stadt. Leipzig: Brockhaus 1979.
- Seilfahrt und Ofenreise. Geschichten aus Hütte und Schacht. Berlin: Verlag Tribüne 1979.
- Die Tulpenkanzel. Bilder aus der Geschichte Freibergs und des Erzbergbaus. Leipzig u. a.:  Urania-Verlag 1980 (2. Auflage, 1983).
- Der Locomotivkönig. Berliner Bilder aus der Zeit August Borsigs. Berlin: Verlag der Nation 1987.
- (zusammen mit Klaus Polkehn): Dresden mit Umgebung. Reisen mit Insider-Tips. Ostfildern: Mairs Geographischer Verlag 1992 (7., aktualisierte Auflage 1998).